# Papoušek nádherný
Papoušek nádherný (Polytelis swainsonii) je druh papouška endemitní k jihovýchodní části Austrálie. Je jedním ze tří zástupců rodu Polytelis.

## Popis
Dorůstá průměrně 40 cm, většinou je jasně zelený s tmavšími letkami a dlouhým ocasem. Dospělí samci mají žluté čelo a hrdlo a výrazný červený pruh pod ním, samice mají hlavu jednotvárně zelenou. Kromě toho mají samice celkově matnější zabarvení než samci.

## Výskyt
Papoušek nádherný obývá suché lesy na území Nového Jižního Walesu a Victorie. V současné době je zařazen do kategorie zranitelných druhů, jeho volně žijící populace čítá odhadem 6 500 jedinců.
Hnízdí v dutinách stromů, občas ve volných koloniích až po šesti párech. Živí se zejména květy, semeny a nedozrálými plody blahovičníku, dále také ovocem, nektarem a pylem.

## Povaha
Papoušek nádherný je snášenlivý pták, který s ostatními obranyschopnými druhy papoušků dobře vychází. Mezi jedinci stejného druhu je však potřeba dostatek prostoru, aby mezi nimi nevznikaly konflikty.

## Chov
Protože tito ptáci rádi létají, je nejvhodnější prostorná, nejméně čtyři metry dlouhá voliéra postavená z pevného materiálu.
Optimální řešením je možnost jejich delšího záletu do krytého přístřešku. Prostorová náročnost jejich chovu je důvodem, proč je jejich výskyt v soukromých chovech poněkud omezen. Nicméně jejich nesporná atraktivita je často důvodem pořízení tohoto druhu do zoologických zahrad. V Česku je možné tohoto ptáka vidět např. v Zoo Praha, ZOO Tábor a ZOO Olomouc. Na Slovensku je chován v Zoo Bratislava.

## Potrava
Základem je směs semen slunečnice, prosa, ovsa, lesknice, semence, pšenice, dále ovoce, zelenina, zelené krmení. V době hnízdění vaječná míchanice a máčené piškoty. Chybět by neměly větvičky na okusování, sépiová kost a písek na trávení.

### Denní činnost
Papoušek nádherný je poměrně hlučný pták, ale jeho hlas je obvykle melodický. Někteří jedinci rádi okusují různé věci. Tento pták má také rád koupání, které je nutné k udržování peří v čistotě. Zdržuje se ve všech patrech voliéry, i na zemi, kde si částečně hledá potravu. Tito papoušci jsou zvědaví a přístupní ptáci, které je jednoduché ochočit. Jsou schopni se naučit mluvit, v domácnosti je to vhodný společník.

### Hnízdění
Papoušek nádherný dává přednost hnízdění v přírodní budce, například v dutém kmeni. Samice snáší 3 až 5 bílých vajec, ze kterých se za 21 dnů vyklubou mláďata. Papoušek během této doby svoje hnízdo brání. Asi za čtyři až pět týdnů po vylíhnutí mláďata vylétají z budky. Potom je rodiče ještě nějakou dobu přikrmují. Trvá asi rok, než se mladí samci plně vybarví. Do té doby se všichni mladí ptáci podobají matce. Papoušek nádherný je během hnízdění velice citlivý na vzruchy z okolí - absolutní klid a pravidelnost jsou v této době velice důležité.